# Muzică de film scrisă de formația Phoenix
Formația Phoenix a compus o serie de piese care ulterior s-au aflat și pe coloanele sonore ale unor filme artistice.

## Canarul și viscolul(1969)
În acest film realizat în anul 1969 în regia lui Manole Marcus, piesa de bază a coloanei sonore este interpretată de către formația Phoenix și se numește „Canarul”. Această melodie apăruse cu un an înainte pe primul EP al formației, Vremuri, însă pentru film ea a fost reînregistrată, în următoarea componență: Nicu Covaci – chitară, voce, Florin Bordeianu – solist vocal, Béla Kamocsa – chitară bas, voce, Pilu Ștefanovici – baterie, Günther Reininger – pian.
În prezent, muzica filmului este mult mai familiară publicului decât însăși pelicula. Canarul și viscolul, realizat după nuvela Lupta cu somnul de Ioan Grigorescu, reprezintă prima ocazie dată formației Phoenix de a compune muzica unui film. În plus, membrii apar cântând piesa în secvența de deschidere a filmului.
„Apăream și noi într-o secvență din film, undeva într-o închisoare, cântând. Eroul principal, un tânăr ce se zbate să se elibereze de povara constrângerilor, era, în final, învins de prăbușirea iluziilor. Atât filmul, cât și piesa, s-au impus în urechea și în sufletul ascultătorilor.”—Nicolae Covaci - Phoenix, însă eu...''
„El (Cornel Chiriac) ne-a aranjat să mergem la filmări, la Buftea, pentru coloana sonoră a filmului «Canarul și viscolul». Când m-am întors la Timișoara, m-a «umflat» miliția pe stradă: pe mine și pe câțiva prieteni. Ne-au băgat în dubă fiindcă purtam plete și blugi. După ce ne-au înjurat bine, le-am arătat o hârtie de la Buftea, o adeverință în care scria că (eu) aveam voie să port plete și barbă, pentru filmări. Mie mi-au dat drumul. Pe ceilalți i-au tuns zero și le-au tăiat ferfeniță blugii. ”—Béla Kamocsa

## Wie füttert man einen Esel(1974)
Filmul Wie füttert man einen Esel (în traducere „Cum se hrănește un măgar”) a fost produs în Republica Democrată Germană în 1974. Pe coloana sonoră a filmului apare și „Nunta”, interpretată de formația Phoenix.

## Nemuritorii(1974)
Filmul Nemuritorii, regizat de Sergiu Nicolaescu și adaptat după scenariul După furtună de Titus Popovici, a avut premiera în anul 1974. Inițial, regizorul a vrut altă muzică pentru filmul său, coloana sonoră trebuind să fie compusă de Richard Oschanitzky, dar acesta nu a predat partitura la timp, fiindu-i reziliat contractul. După ce Nicu Covaci i-a pus spre audiție piesa „Mugur de fluier”, Sergiu Nicolaescu a fost de acord ca formația Phoenix să compună muzica filmului. 
Piesele muzicale incluse pe coloana sonoră sunt compuse de Tiberiu Olah și Nicolae Covaci. Muzica compusă de Tiberiu Olah este preluată din filmul Mihai Viteazul (1970). La propunerea inginerului de sunet Anușavan Salamanian, regizorul a fost de acord să fie folosite în film 3–4 melodii ale formației Phoenix, cu un total de 20 de minute. În varianta finală, pe coloana sonoră a filmului pot fi auzite următoarele piese: „Strunga” (1974), „Mica țiganiadă” (1973) – începutul, „Jocul timpului” (1972) – în varianta de pe disc și într-una reînregistrată, „Pseudo-Morgana” (1972) – reînregistrată, „Lasă, lasă” (1974) – aici o variantă cu intercalări, „Cocoșii negri” (1972, needitată niciodată). După plecarea formației din țară în mod clandestin, cenzura a scos de pe genericul filmului numele „Phoenix”.
În anul 2005 Nicu Covaci i-a dat în judecată pe producătorii și distribuitorii filmului Nemuritorii (Centrul Național al Cinematografiei, Uniunea Compozitorilor și Muzicologilor din România, România Film și SC Cine TV Film Production Import-Export SRL), cerând suma de 60.000 de euro ca drepturi de autor, aceasta incluzând atât drepturile de autor pentru coloana sonoră, cât și cele de difuzare a filmului în străinătate. Sergiu Nicolaescu a afirmat că el i-a comandat muzica lui Tiberiu Olah și nu lui Nicu Covaci. Prin urmare, i-a sugerat liderului trupei Phoenix să discute cu România Film. Regizorul a declarat că a cerut ca numele Phoenix să nu fie scos de pe genericul filmului, el având probleme cu Securitatea din cauza fugii ilegale din țară a membrilor formației. În februarie 2012, după mai mult de șase ani de judecare a cauzei, judecătorii de la secția civilă a Tribunalului București au constatat prescripția faptelor, ca urmare a faptului că a trecut prea mult timp de la realizarea filmului. Instanța l-a obligat pe Covaci să plătească suma de 6.000 de lei, contravaloarea expertului din dosar (UCMR).

## Agentul straniu(1974)
Regizat de Savel Stiopul și cu un scenariu bazat pe  piesa Omul care și-a pierdut omenia de Horia Lovinescu, filmul Agentul straniu a avut premiera în anul 1974. Pelicula beneficiază de o coloană sonoră scrisă special pentru aceasta ce conține atât compoziții ale tandemului format din Edmond Deda (muzică) și Sașa Georgescu (versuri), de exemplu piesa „Omule, cine ești tu?” (în care se remarcă moog-ul lui Günther Reininger), cât și muzică scrisă de Harry Maiorovici sau compoziții proprii ale formației Phoenix. Melodiile pentru această coloană sonoră imprimă un nou stil în cadrul Phoenix, multe dintre improvizațiile și ritmurile pieselor fiind preluate mai departe în configurarea materialului pentru albumul Cantofabule (1975). 
Piesa „Omule, cine ești tu?” a fost inclusă pe albumul colectiv Formații de muzică pop 1, editat de Electrecord în 1975. Alături de Phoenix, pe coloana sonoră a filmului Agentul straniu mai figurează formația Roșu și Negru. În februarie 2021, colecționarul de discuri Remus Miron (Lektronikumuz) din Brașov editează o casetă audio ce conține coloana sonoră (cu durata de 37 de minute) a filmului, alături de câteva piese needitate anterior pe vreun suport audio (între care o înregistrare Phoenix din 1965, extrasă din arhiva Radio). Caseta apare sub egida DJs Techno Conference (DTC) și reprezintă un material promoțional, nedestinat comercializării.

## Vlad Nemuritorul(2002)
Nicolae Covaci a scris, împreună cu Ioan Cărmăzan, un scenariu pentru filmul Vlad Nemuritorul (în engleză Dracula the Impaler), în regia lui Adrian Popovici. Filmul a avut premiera la 22 noiembrie 2002, fiind o producție românească a casei Artis Film. „Empire of Vampires”, piesă Phoenix apărută încă din 1987 (compoziție de Nicolae Covaci, text de Tom Buggie), a constituit melodia de bază a coloanei sonore. Inițial, această piesă trebuia să facă parte din opera rock cu același nume, proiect al formației ce nu s-a mai materializat.
După terminarea filmului și prezentarea sa pe marile ecrane, Nicolae Covaci a fost extrem de dezamăgit de rezultat și s-a dezis de acesta:
„După ce am refuzat ca tâmpitul o ofertă de la Hollywood pentru un film cu buget de 20 de milioane de dolari contra unor schimbări în scenariu, m-am lăsat amețit de un individ, Adi Popovici, care a realizat o chestie, o oribilitate, în care nici nu-mi mai recunosc nici scenariul, nici muzica. ”—Nicolae Covaci, 2002
Cu câțiva ani înainte de realizarea propriu-zisă a filmului Vlad Nemuritorul, Nicolae Covaci a fost în Statele Unite ale Americii să-și prezinte scenariul. A fost primit cu interes, dar casele de producție de la Hollywood i-au cerut permisiunea să schimbe puțin prin scenariu, pentru a putea realiza un film comercial. Covaci a declinat oferta, întorcându-se în Europa. Într-un interviu ulterior, a povestit soarta scenariului:
„În România m-a acostat un individ pe nume Adi Popovici spunând că are o casă de producție în Germania și că o să facem filmul cu (Robert) De Niro, cu (Cristopher) Lambert și m-a tot aburit așa de bine că i-am vândut scenariul. Am auzit apoi că a făcut o mizerie de film care a costat infim («Vlad Nemuritorul»). Abia după ceva timp am înțeles ce vrea să facă cu el, îl va revinde la americani pe bani serioși. Însă eu sunt hotărât să-l dau în judecată. ”—Nicolae Covaci, 2000

## Legături externe
- Pagina filmului Canarul și viscolul pe site-ul Cinemagia.ro
- Pagina filmului Wie füttert man einen Esel pe site-ul Cinemagia.ro
- Pagina filmului Nemuritorii pe site-ul Cinemagia.ro
- Pagina filmului Agentul straniu pe site-ul Cinemagia.ro
- Pagina filmului Vlad Nemuritorul pe site-ul Cinemagia.ro